# Oaxos
Koordinaten: 35° 13′ 33″ N, 24° 50′ 40″ O
Oaxos (altgriechisch Ὄαξος, in lokaler Schreibweise Ϝάξος Waxos, später Ἄξος Axos) war eine antike griechische Stadt in Mittelkreta, die bis in byzantinische Zeit existierte. Die Stadt liegt bis zu einem Kilometer von dem neuzeitlichen Dorf Axos in der Gemeinde Mylopotamos entfernt.
Nach Herodot stammt die Mutter des Gründers von Kyrene, Battos I., aus Oaxos.   
Es sind nur wenige archäologische Reste der Stadt erhalten, darunter zwei Tempel auf der Akropolis und in der Unterstadt.